# Harare
Harare (numit Salisbury în trecut) este capitala statului Zimbabwe. Orașul se află în sudul provinciei Mashona și în partea nordică și centrală a țării. În oraș trăiesc 1.444.534 de locuitori (după recensământul din 2002), iar în metropolă 2.800.111 de locuitori ceea ce îl face cel mai mare oras al tării.Cel mai mare cartier al orașului se află la sud de Aeroportul Internațional Harare și are o populație de 321.782 de locuitori (2002).

## Geografie
- zonele de vegetație: păduri tropicale și savane
- clima: caldă și semiaridă
- temperatura medie în ianuarie: 25,7 °C, iulie: 13,6 °C
- precipitații: 863 mm
- zile de ploaie: 92 zile/an

## Cartiere
- Borrowdale (Harare)
- Hatfield (Harare)
- Waterfalls (Harare)
- Mount Pleasant (Harare)

## Istorie
Harare a fost înființat în anul 1890 drept Fort Salisbury de Cecil Rhodes. Pe locul acela se află în prezent African Union Square. Orașul a fost denumit după primul ministru al Marii Britanii Lord Salisbury. În anul 1923 fortul a primit drepturile de oraș, fiind reședința guvernului colonial. Între anii 1953 și 1963 a fost capitala Federației Rhodesiei și Nyasalandului.
După independența Zimbabwei din 1980, orașului i s-a schimbat denumirea, după numele căpeteniei poporului Shona, Neharawa (18 April 1982).
În Harare au avut loc mai multe summituri internaționale precum 8th Summit of the Non-Aligned Movement (1 septembrie 1986 – 6 septembrie 1986) și Commonwealth Heads of Government Meeting (1991). În 1995 Harare a fost oaspetele majoritar a celor 6 All-Africa Games.
Guvernul Zimbabwei a început în mai 2005 să demoleze clădiri construite ilegal (mai ales din periferii), fără a anunța acet lucru, sub pretextul criminalității și a riscului de îmbolnăviri. Se presupune că 700.000 de persoane sunt consternate. Oferta ONU (Organizația Națiunilor Unite), de a ajuta victimele a fost respinsă argumentând că nu este nevoie de ajutorul de din-afară.

## Economie
Harare este un centru de comerț important pentru produse precum tabac, bumbac și fructe citrice. Harare este cel mai important nod rutier al Zimbabwei. Aeroportul internațional este un factor important pentru întreaga regiune. Prin capitală trec cele mai importante drumuri ale țării.

## Personalități
- Kork Ballington, campion mondial în motociclism
- Kirsty Coventry, campioană olimpică la înot
- Paula Newby-Fraser, campionaă mondială la triatlon

## Imagini

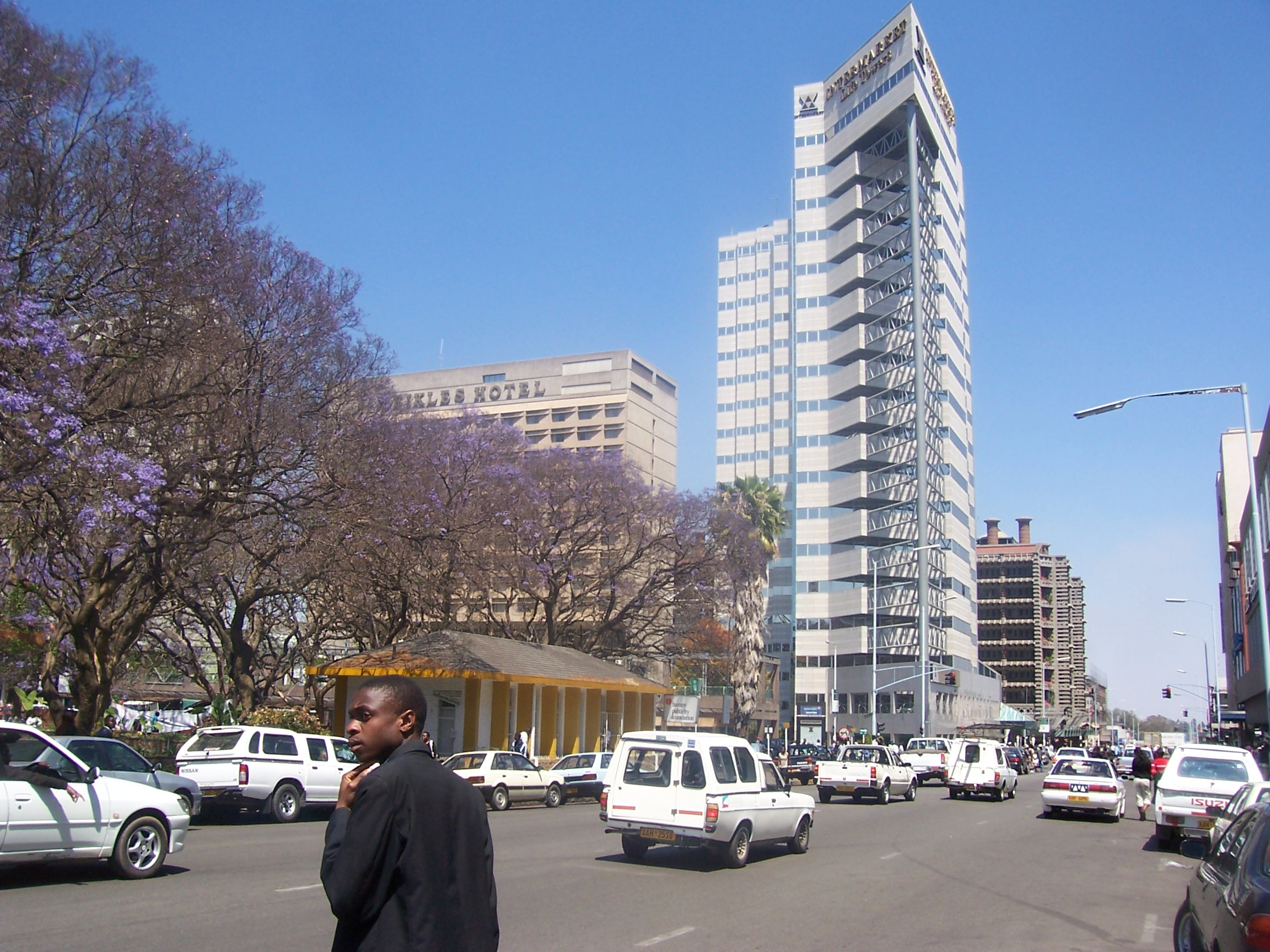
Vedere spre sud
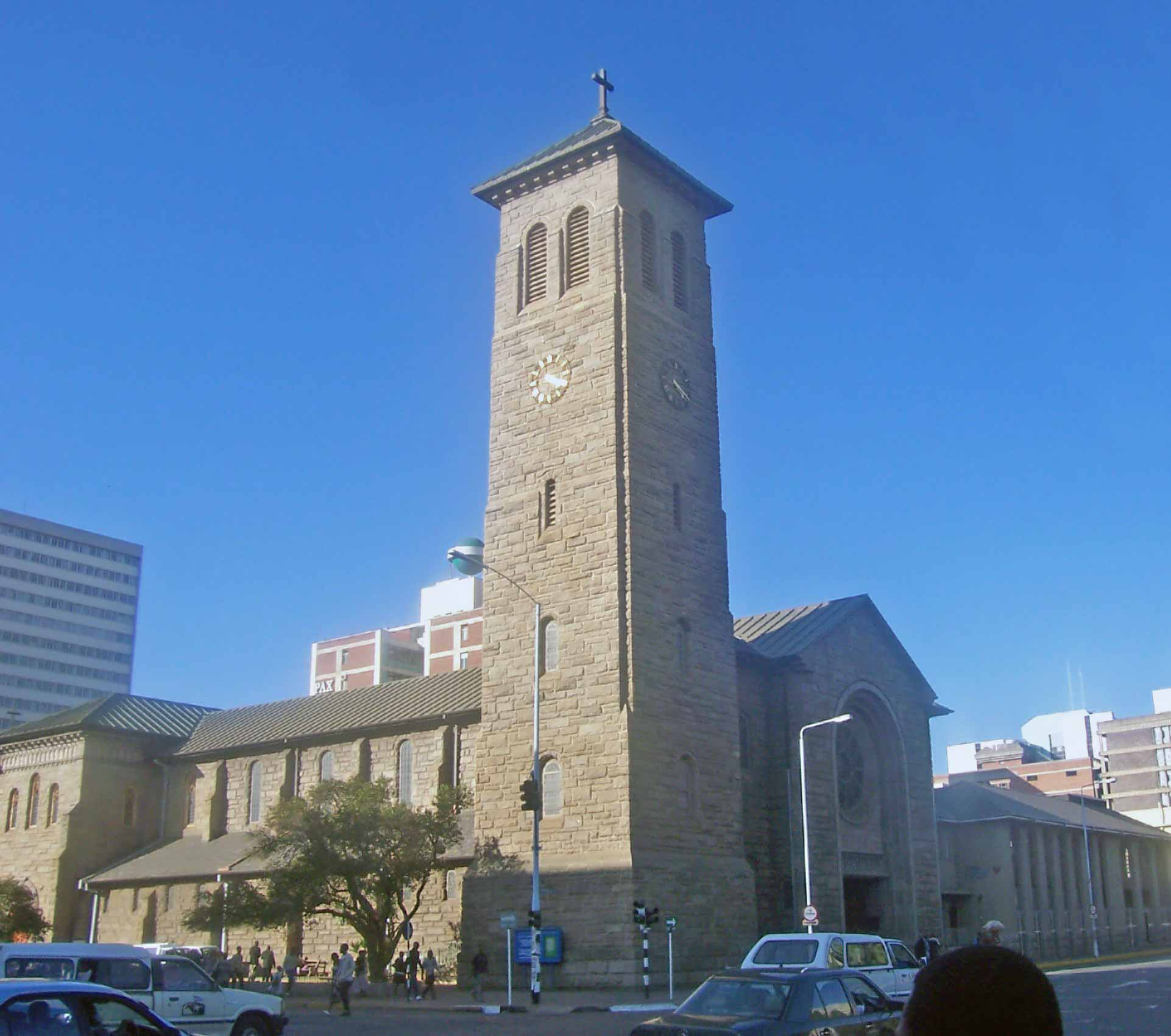
Catedrala anglicană
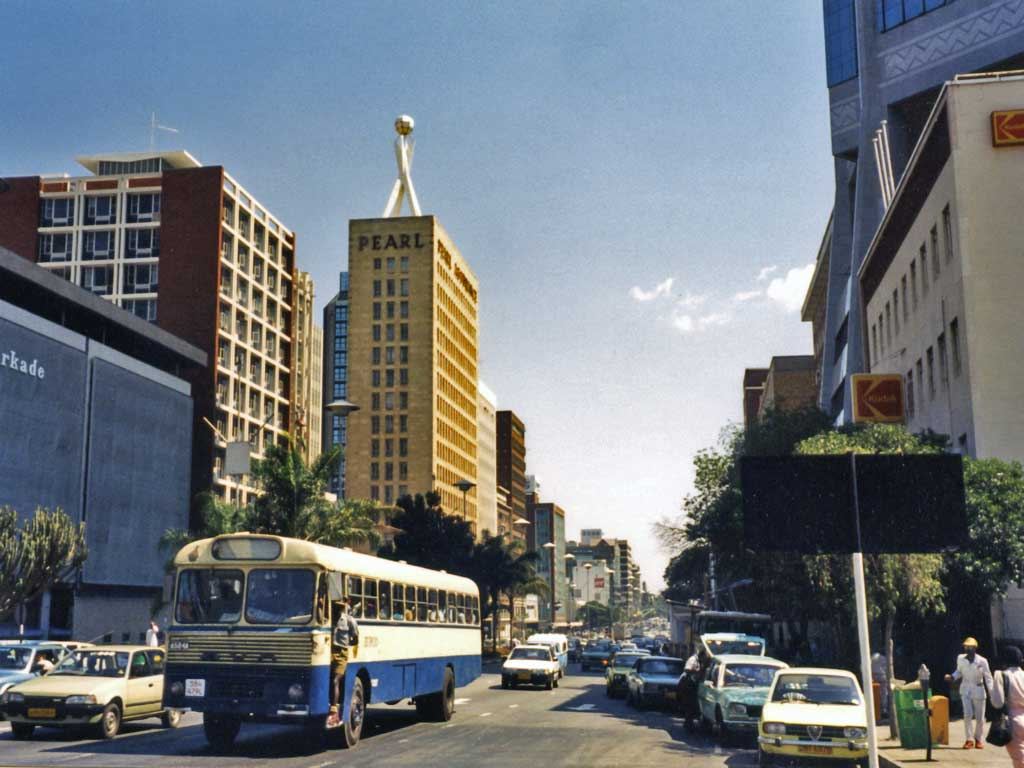
Periferia din Harare